# 紀元前614年
紀元前614年（きげんぜん614ねん）は、西暦（ローマ暦）による年。紀元前1世紀の共和政ローマ末期以降の古代ローマにおいては、ローマ建国紀元140年として知られていた。紀年法として西暦（キリスト紀元）がヨーロッパで広く普及した中世時代初期以降、この年は紀元前614年と表記されるのが一般的となった。

## 他の紀年法
- 干支 : 丁未
- 日本
  - 皇紀47年
  - 神武天皇47年
- 中国
  - 周 - 頃王5年
  - 魯 - 文公13年
  - 斉 - 昭公19年
  - 晋 - 霊公7年
  - 秦 - 康公7年
  - 楚 - 穆王12年
  - 宋 - 昭公6年
  - 衛 - 成公21年
  - 陳 - 共公18年
  - 蔡 - 荘侯32年
  - 曹 - 文公4年
  - 鄭 - 穆公14年
  - 燕 - 桓公4年
- 朝鮮
  - 檀紀1720年
- ユダヤ暦 : 3147年 - 3148年

## できごと

### 中国
- 晋の詹嘉が瑕に駐屯し、桃林の塞を守備した。
- 士会が秦から晋に帰国した。
- 邾が繹に遷都した。
- 狄が衛に侵攻した。

## 死去
- 陳の共公
- 邾の文公
- 楚の穆王